# Disputa sul nome del Mar del Giappone

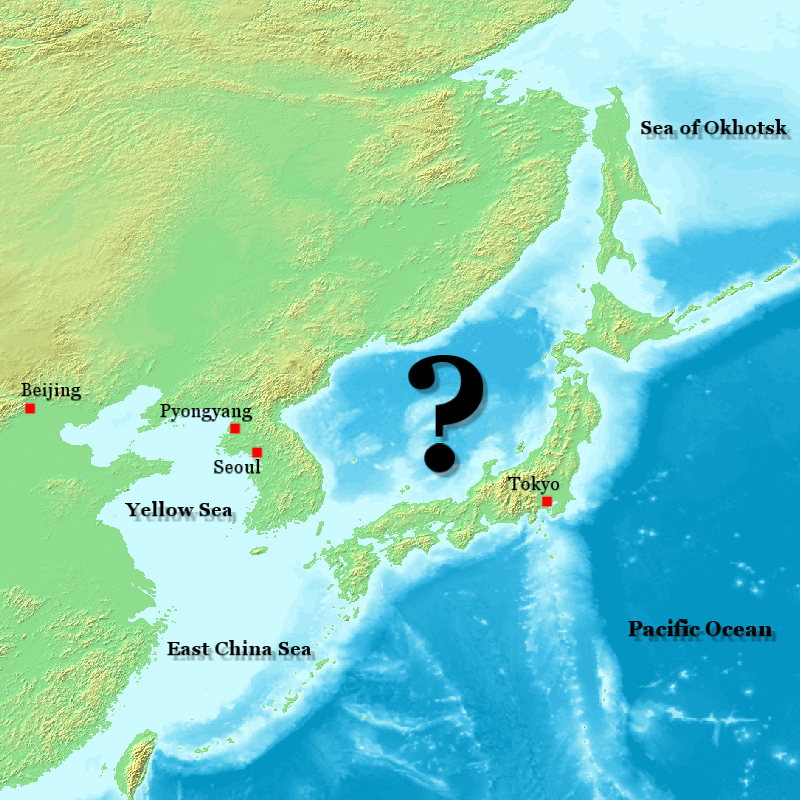
La controversia riguarda il nome internazionale dello specchio d'acqua contrassegnato da un "?". Preferenza del Giappone: Mar del Giappone. Preferenza della Corea del Nord: Mare orientale coreano. Preferenza della Corea del Sud: Mare orientale.

La disputa sul nome del Mar del Giappone è un contenzioso internazionale sul nome del corpo idrico che confina con Giappone, Corea (Nord e Sud) e Russia. Nel 1992, la Corea del Nord e la Corea del Sud sollevarono per la prima volta obiezioni al nome del Mar del Giappone in occasione della sesta conferenza delle Nazioni Unite sulla standardizzazione dei nomi geografici. Il governo giapponese sostiene l'uso esclusivo del nome "Mar del Giappone" (日本海?, Nihonkai), mentre la Corea del Sud sostiene il nome alternativo "Mare orientale" (동해?, 東海?, DonghaeLR) e la Corea del Nord predilige il nome "Mare orientale coreano" ( 조선동해?, 朝鮮東海?, Joseon donghaeLR). Attualmente, la maggior parte delle mappe e dei documenti internazionali utilizza il nome Mare del Giappone (o una traduzione equivalente) da solo o include sia il nome Mare del Giappone che Mare orientale, spesso con Mare orientale tra parentesi o altrimenti contrassegnato come nome secondario. L'Organizzazione idrografica internazionale, l'ente governativo per la denominazione dei corpi idrici di tutto il mondo, nel 2012 ha deciso di non essere ancora in grado di rivedere la versione del 1953 della sua pubblicazione S-23 - Limits of Oceans and Seas, che include solo il nome unico "Mar del Giappone", per includere "Mare orientale" insieme a "Mar del Giappone".
I paesi coinvolti (in particolare Giappone e Corea del Sud) hanno avanzato una serie di argomenti a sostegno dei loro nomi preferiti. Molti degli argomenti ruotano intorno alla determinazione del momento in cui il nome Mar del Giappone è diventato il nome comune. La Corea del Sud sostiene che storicamente il nome più comune fosse Mare orientale, Mare di Corea o un'altra variante simile. La Corea del Sud sostiene inoltre che il nome Mar del Giappone non divenne comune fino a quando la Corea non fu sotto il dominio giapponese, in un periodo nel quale non aveva la capacità di influenzare gli affari internazionali. Il Giappone sostiene che il nome Mar del Giappone è stato il nome internazionale più comune almeno dall'inizio del XIX secolo, molto prima della sua annessione della Corea. Entrambe le parti hanno condotto studi sulle mappe antiche, ma i due paesi hanno prodotto dei risultati di ricerca divergenti. Sono stati sollevati ulteriori argomenti riguardo alla geografia sottostante del mare, nonché potenziali problemi riguardanti l'ambiguità di un nome o dell'altro.

## Argomenti

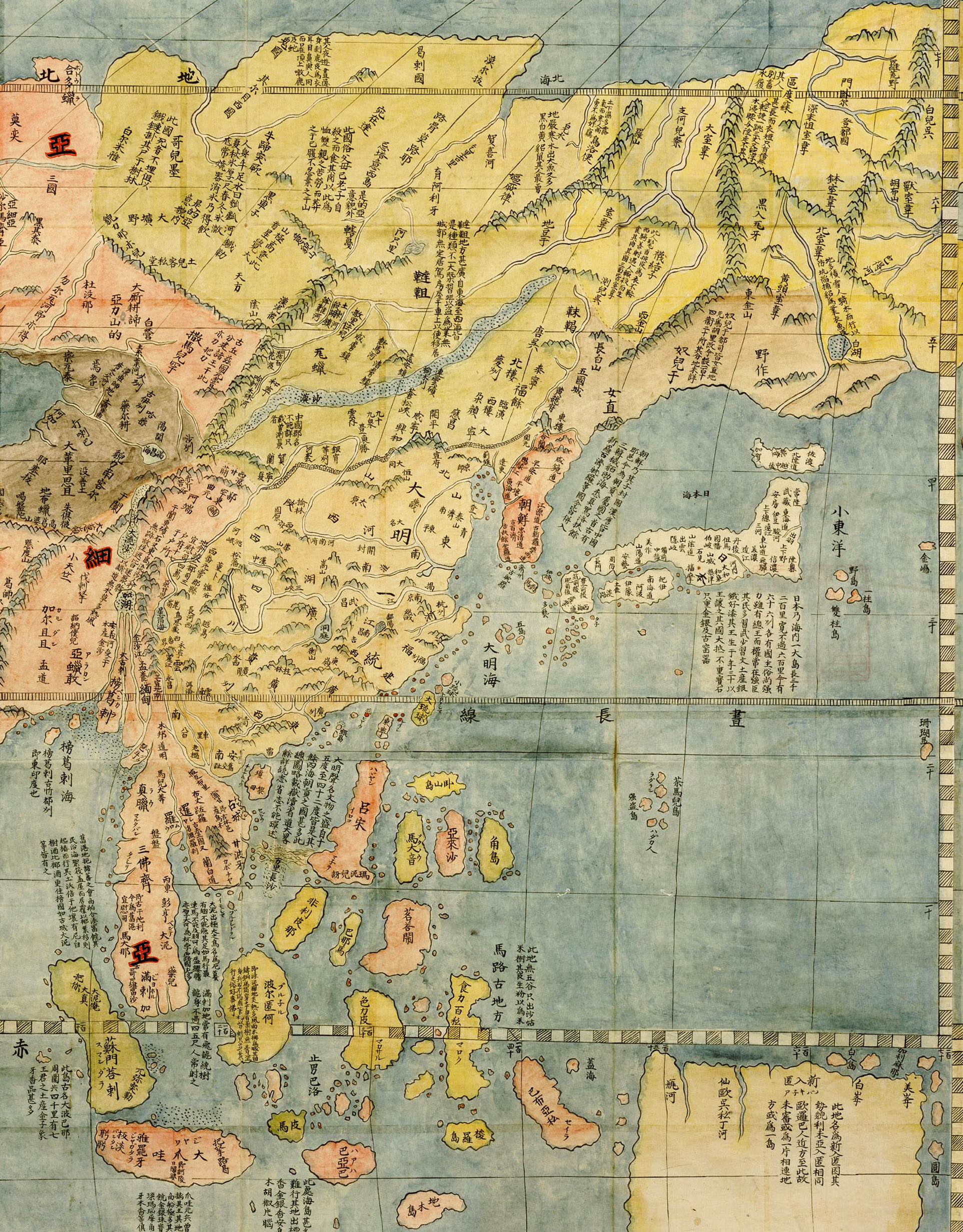
L'Estremo Oriente raffigurato nel Kunyu Wanguo Quantu di Matteo Ricci nel 1602 che descrive il mare come il Mar del Giappone.

Entrambe le parti nella controversia hanno avanzato una serie di argomenti a sostegno delle loro affermazioni.

### Argomenti basati sulle mappe storiche

#### Argomenti della Corea del Nord
La Corea del Nord favorisce l'uso esclusivo del più nazionalistico "Mare orientale coreano" o "Mare orientale della Corea" (조선동해?, 朝鮮東海?, Joseon donghaeLR). Nel 2019 il governo nordcoreano ha pubblicato delle mappe per far valere le proprie affermazioni sulla nomenclatura "Mare orientale coreano" o "Mare orientale della Corea". Nessuna borsa di studio accademica americana, europea, cinese o giapponese è stata in grado di verificare in modo indipendente le affermazioni della nomenclatura nordcoreana, né il comitato IHO ha preso seriamente in considerazione la richiesta della Corea del Nord.

#### Argomenti della Corea del Sud
Secondo il Ministero degli Affari Esteri per la Corea del Sud, il nome "Donghae" (동해?; lett. "Mare orientale") è stato utilizzato in Corea per oltre duemila anni, incluso nella Samguk sagi (1145), il monumento del re Gwanggaeto e "Mappa delle otto province della Corea" (八道總圖, 1530). La prima mappa documentata per nominare l'area del Mar del Giappone è stata la mappa del mondo disegnata dal missionario italiano Matteo Ricci in Cina (1602) di nome Kunyu Wanguo Quantu. Nessun documento giapponese pubblicato fino alla fine del XVIII secolo indicava un nome per il corpo idrico. Inoltre la Corea del Sud ha sottolineato che alcune mappe giapponesi del XIX secolo si riferivano al mare come "Chōsenkai" (朝鮮海, lett. "Mare di Joseon"), inclusa la "Mappa semplificata della periferia del Giappone" (日本邊界略圖, 1809) e "Nuova Mappa del mondo "(新製輿地 全圖, 1844). La Corea del Sud sostiene che non esisteva un nome standard prima dell'espansione militare del Giappone nella regione tra la fine del XIX e l'inizio del XX secolo. Inoltre, afferma specificamente che il nome Mar del Giappone non era ampiamente utilizzato nemmeno in Giappone fino alla metà del XIX secolo. Pertanto, la Corea del Sud sostiene che il nome attuale rifletta la promozione attiva da parte del Giappone durante un periodo in cui la Corea non poteva rappresentare i suoi interessi a livello internazionale.

#### Argomenti del Giappone
Il governo giapponese afferma che il nome Mar del Giappone è stato utilizzato a livello internazionale sin dal XVII secolo e stabilito all'inizio del XIX secolo, durante un periodo in cui il Giappone attraversava una politica isolazionista (Sakoku) dello shogunato Tokugawa, che limitava lo scambio culturale ed il commercio con l'estero tranne che con la Cina ed i Paesi Bassi fino al 1854. Di conseguenza, si afferma, il Giappone non poteva avere a quel tempo un'influenza sulla comunità internazionale per quanto concerne la denominazione del mare.
L'invenzione del cronometro da marina alla fine del XVIII secolo ha permesso agli esploratori occidentali, come Jean-François de Galaup della Francia, William Robert Broughton della Gran Bretagna e Adam Johann von Krusenstern della Russia, di misurare il tempo e le longitudini nel mare con precisione e mappare la forma dettagliata del Mar del Giappone. Krusenstern fu un ammiraglio ed esploratore che guidò la prima circumnavigazione russa del globo. Secondo i documenti giapponesi fu Krusenstern a rendere popolare il nome "Mer du Japon" (Mar del Giappone) in Occidente. Nella sua opera Reise um die Welt in den Jahren (1812) scrisse: "La gente chiama anche questa zona marittima il Mar di Corea, ma poiché solo una piccola parte di questo mare tocca la costa coreana, è meglio nominarlo Mar del Giappone". Il libro originale è stato pubblicato a San Pietroburgo in tedesco e russo, tradotto in olandese, francese, svedese, italiano e inglese e distribuito ampiamente in Europa. Di conseguenza, il nome internazionale del mare è variato da nessun nome al Mar del Giappone sulle mappe disegnate da paesi diversi dal Giappone o dalla Corea durante il XVII e il XX secolo. Pertanto la parte giapponese sostiene che i sudcoreani fraintendono la storia del nome.

#### Rilievi di mappe antiche
| Secolo           | XVI secolo | XVI secolo | XVI secolo | XVI secolo | XVI secolo | XVII secolo | XVII secolo | XVII secolo | XVII secolo | XVII secolo | XVIII secolo | XVIII secolo | XVIII secolo | XVIII secolo | XVIII secolo | XVIII secolo | XIX secolo | XIX secolo | XIX secolo | XIX secolo | XIX secolo | XIX secolo | XIX secolo | Sconosciuto | Totale   | Totale   | Totale   | Totale   | Totale   | Totale   | Totale |
| Ricerca su       | Giappone   | Giappone   | Giappone   | Giappone   | Corea      | Giappone    | Giappone    | Giappone    | Giappone    | Corea       | Giappone     | Giappone     | Giappone     | Giappone     | Giappone     | Corea        | Giappone   | Giappone   | Giappone   | Giappone   | Giappone   | Giappone   | Corea      | Giappone    | Giappone | Giappone | Giappone | Giappone | Giappone | Giappone | Corea  |
| ---------------- | ---------- | ---------- | ---------- | ---------- | ---------- | ----------- | ----------- | ----------- | ----------- | ----------- | ------------ | ------------ | ------------ | ------------ | ------------ | ------------ | ---------- | ---------- | ---------- | ---------- | ---------- | ---------- | ---------- | ----------- | -------- | -------- | -------- | -------- | -------- | -------- | ------ |
| Ricerca in       | US         | FR         | DE         | Totale     | Totale     | US          | FR          | DE          | Totale      | Totale      | US           | FR           | DE           | RU           | Totale       | Totale       | US         | FR         | DE         | RU         | UK         | Totale     | Totale     | FR          | US       | FR       | DE       | RU       | UK       | Totale   | Totale |
| Mar del Giappone | 1          | 0          | 1          | 2          | -          | 3           | 14          | 5           | 22          | 17          | 47           | 24           | 23           | 2            | 96           | 36           | 1059       | 206        | 487        | 27         | 50         | 1829       | 69         | 10          | 1110     | 254      | 516      | 29       | 50       | 1959     | 122    |
| Mare dell'Est    | 0          | 0          | 3          | 3          | -          | 0           | 0           | 0           | 0           | 39          | 5            | 0            | 7            | 1            | 13           | 341          | 1          | 0          | 3          | 0          | 0          | 4          | 60         | 0           | 6        | 0        | 13       | 1        | 0        | 20       | 440    |
| Mare di Corea    | 0          | 2          | 0          | 2          | -          | 2           | 4           | 2           | 8           | 39          | 94           | 49           | 159          | 5            | 307          | 341          | 92         | 6          | 37         | 4          | 8          | 147        | 60         | 7           | 188      | 68       | 198      | 9        | 8        | 471      | 440    |
| Mare Orientale   | 0          | 0          | 3          | 3          | -          | 4           | 20          | 14          | 38          | 39          | 14           | 4            | 57           | –            | 75           | 341          | 2          | 0          | 3          | –          | –          | 5          | 60         | 8           | 20       | 32       | 77       | –        | –        | 129      | 440    |
| Mare di Cina     | 3          | 5          | 12         | 25         | 16         | 11          | 36          | 18          | 86          | 28          | 8            | 6            | 8            | 1            | 56           | 10           | 0          | 5          | 1          | 0          | –          | 32         | -          | 4           | 22       | 56       | 39       | 1        | –        | 203      | 54     |
| Altri            | 0          | 5          | 5          | 25         | 13         | 3           | 36          | 18          | 86          | 41          | 17           | 6            | 16           | –            | 56           | 80           | 22         | 5          | 4          | –          | –          | 32         | 12         | 4           | 42       | 56       | 43       | –        | –        | 203      | 146    |
| Non determinato  | 32         | –          | 44         | 76         | 13         | 83          | –           | 83          | 166         | 41          | 116          | –            | 152          | 4            | 272          | 80           | 109        | –          | 120        | 5          | –          | 234        | 12         | –           | 340      | –        | 399      | 9        | –        | 748      | 146    |
| Totale           | 36         | 7          | 68         | 111        | 29         | 106         | 74          | 140         | 320         | 125         | 301          | 83           | 422          | 13           | 819          | 467          | 1285       | 217        | 655        | 36         | 58         | 2251       | 141        | 29          | 1728     | 410      | 1285     | 49       | 58       | 3530     | 762    |

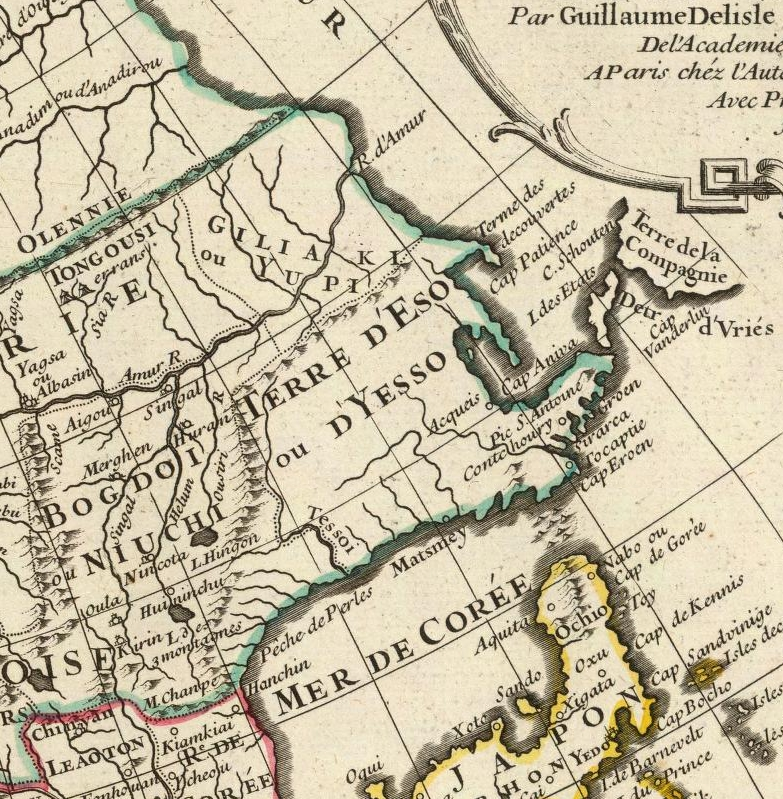
Una mappa francese del 1723 che descrive il mare come Mer de Corée (Mar di Corea).

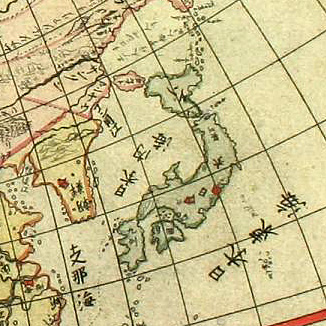
Una mappa giapponese del 1792, Chikyu Zenzu, disegnata da Shiba Kōkan. Il mare è descritto come "Mare interno del Giappone" (日本 内海) e l'Oceano Pacifico è descritto come "Mare orientale del Giappone" (日本東海).

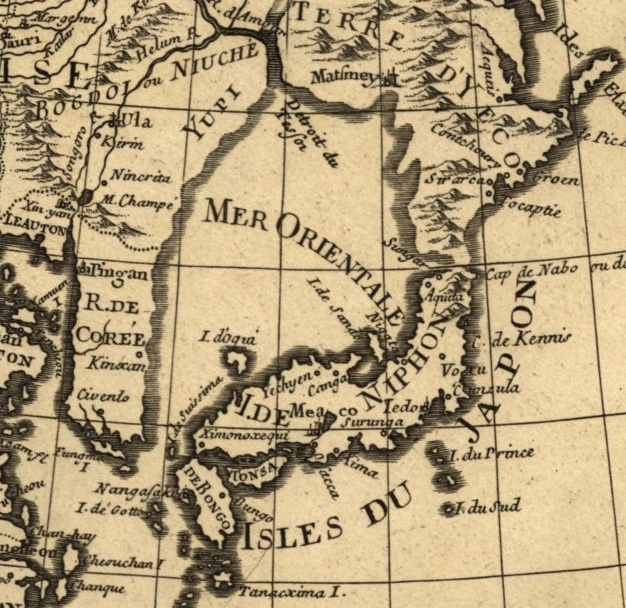
Una mappa francese del 1700 che descrive il mare come Mer orientale (Mare orientale o Mar dell'oriente).

Per fornire prove della data in cui il Mar del Giappone è stato utilizzato a livello internazionale, sia la Corea del Sud che il Giappone hanno intrapreso indagini su varie mappe storiche.
Nel 2004, la Corea del Sud ha esaminato antiche mappe archiviate nella British Library, nella Biblioteca dell'Università di Cambridge, nella Collezione delle mappe dell'Asia orientale dell'Università della California meridionale (USC), nella Biblioteca del Congresso degli Stati Uniti, nella Biblioteca nazionale russa e nella Biblioteca nazionale di Francia con un totale di 762 mappe esaminate. Hanno scoperto che 440 mappe avevano usato il Mare di Corea, il Mare Orientale/Mare dell'Est, 122 avevano usato il Mare del Giappone e 200 avevano usato altri termini. Nella lingua francese, la parola orientale include sia il significato di "orientale" relativo alla direzione della bussola e il significato di "oriente", la regione asiatica. La stessa ambiguità è presente nella lingua russa, con "orientale" e "oriente" indicati da una parola.
Dal 2003 al 2008, il Giappone ha condotto una serie di indagini su diverse collezioni. Nel 2010, il Ministero degli Affari Esteri (MOFA) ha pubblicato le proprie conclusioni; hanno scoperto che su 1.332 mappe della Biblioteca di Berlino, 279 utilizzavano Mare di Corea, Mare orientale o il Mar dell'oriente (o una combinazione di questi), 579 utilizzavano esclusivamente Mar del Giappone, 47 Mar Cinese (con o senza altri nomi), 33 hanno usato un altro termine e 384 non hanno usato alcun termine. Il MOFA ha affermato che la collezione Struck (una raccolta di mappe antiche di proprietà di un collezionista europeo di mappe) ha mostrato che su 79 mappe, 35 hanno utilizzato Mar del Giappone, 9 Mar di Corea, 2 Mare Orientale e 33 non erano contrassegnate. Il MOFA ha riferito che tra quattro biblioteche e archivi di documenti russi contenenti 51 mappe, 29 hanno utilizzato Mar del Giappone, 8 Mar di Corea, 1 Stretto di Corea, 1 Mare dell'Est, 1 Mare della Cina e 11 nessun nome. Il MOFA ha affermato che tra le 1.213 mappe della Biblioteca del Congresso degli Stati Uniti, quelle che hanno dato un nome a questo specchio d'acqua hanno mostrato che l'87% utilizzava Mar del Giappone, l'8% Mare della Corea, il 5% utilizzava altri termini e nessuno utilizzava Mare Orientale o Mare dell'Est. Allo stesso modo, il MOFA ha affermato che 58 mappe della British Library e dell'Università di Cambridge hanno mostrato che l'86% utilizzava Mar del Giappone, il 14% Mare di Corea e nessuna utilizzava Mare Orientale, Mare dell'Est o altri termini. Il MOFA ha affermato di aver esaminato 1.485 mappe nella Biblioteca nazionale di Francia. Hanno riferito che il 95% delle 215 mappe francesi utilizzava Mar del Giappone.
Nel novembre 2007, il National Geographic Information Institute della Corea del Sud ha pubblicato un rapporto su un'indagine di 400 mappe antiche. Secondo il rapporto, nove mappe utilizzavano Mare orientale per lo specchio d'acqua attualmente chiamato Mar del Giappone, mentre 31 mappe utilizzavano Mare orientale per lo specchio d'acqua attualmente chiamato Mar Cinese Orientale. Il numero di mappe che utilizzavano Mar del Giappone non è stato divulgato. Inoltre, il rapporto dice "Alla fine del XVIII secolo (1790-1830) emerse il nome Mar del Giappone. Dal XIX secolo (1830 in poi), ci fu un rapido aumento nell'uso del nome Mar del Giappone". Il Giappone ha dichiarato: "Questo mostra chiaramente l'errore dell'affermazione secondo cui il nome Mar del Giappone era il risultato della politica giapponese di espansionismo e dominio coloniale, e può essere interpretato come l'affermazione che il nome Mar del Giappone era ampiamente utilizzato ben prima del dominio coloniale del Giappone sulla penisola coreana".
| Il risultato dell'indagine condotta dal National Geographic Information Institute, Corea del Sud. \| \| Nome del mare attualmente chiamato Mar del Giappone \| Nome del mare attualmente chiamato Mar del Giappone \| Nome del mare attualmente chiamato Mar del Giappone \| Nome del mare attualmente chiamato Mar del Giappone \| Nome del mare attualmente chiamato Mar del Giappone \| Nome di altri mari \| Nome di altri mari \| Nome di altri mari \| Totale \| \| Nome \| Mare dell'Est \| Orientale \| Baia di Corea \| Mare di Corea \| Non divulgato \| Mar di Corea per il Mar Cinese Orientale \| Mare dell'est per il Mar Cinese Orientale \| Mar di Corea per il Mar giallo \| Totale \| \| ------ \| --------------------------------------------------- \| --------------------------------------------------- \| --------------------------------------------------- \| --------------------------------------------------- \| --------------------------------------------------- \| ---------------------------------------- \| ----------------------------------------- \| ------------------------------ \| ------ \| \| Numero \| 9 \| 10 \| 38 \| 73 \| 206 \| 31 \| 31 \| 2 \| 400 \| |                                                     |                                                     |                                                     |                                                     |                                                     |                                          |                                           |                                |        |
| | Nome del mare attualmente chiamato Mar del Giappone | Nome del mare attualmente chiamato Mar del Giappone | Nome del mare attualmente chiamato Mar del Giappone | Nome del mare attualmente chiamato Mar del Giappone | Nome del mare attualmente chiamato Mar del Giappone | Nome di altri mari                       | Nome di altri mari                        | Nome di altri mari             | Totale |
| Nome | Mare dell'Est                                       | Orientale                                           | Baia di Corea                                       | Mare di Corea                                       | Non divulgato                                       | Mar di Corea per il Mar Cinese Orientale | Mare dell'est per il Mar Cinese Orientale | Mar di Corea per il Mar giallo | Totale |
| Numero | 9                                                   | 10                                                  | 38                                                  | 73                                                  | 206                                                 | 31                                       | 31                                        | 2                              | 400    |

### Argomenti geografici

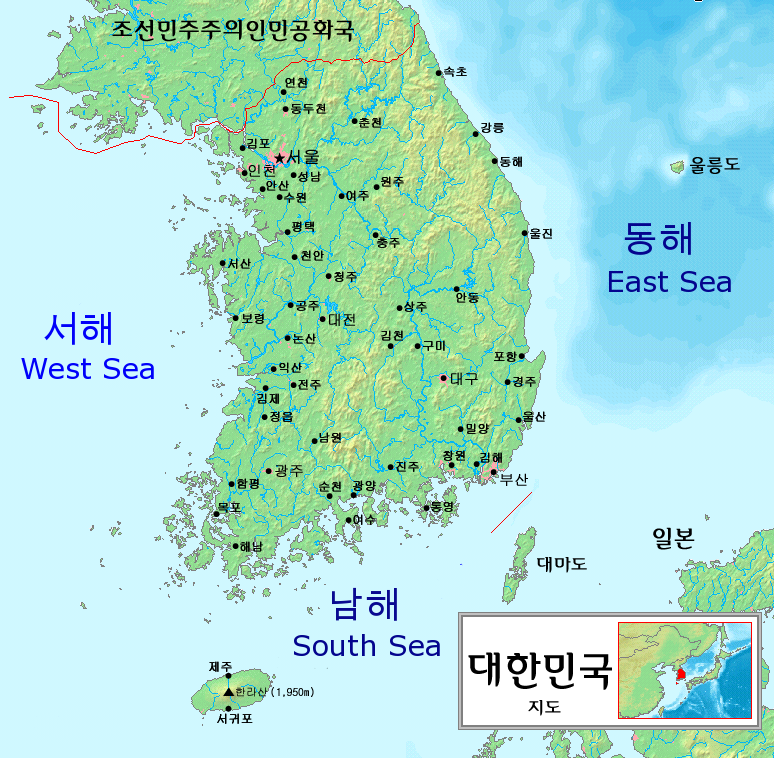
La Corea del Sud si riferisce alle sue acque circostanti come Mare orientale, Mare del sud e Mare occidentale.

Il Giappone sostiene che il nome Mar del Giappone è stato e dovrebbe essere usato perché il mare marginale è separato dall'Oceano Pacifico dall'arcipelago giapponese. La Corea sostiene che l'aggettivo "Est" descrive la sua posizione geografica a est del continente asiatico, sebbene si trovi a ovest del Giappone e a sud della Russia. Afferma che questo è analogo al Mare del Nord, che si trova a nord del continente europeo, ma a ovest dei paesi scandinavi e ad est della Gran Bretagna. Tuttavia i coreani chiamano il mare sul loro lato orientale "Mare orientale" (동해?, 東海?, DonghaeLR), sul lato sud come "Mare del sud" (남해?, 南海?, NamhaeLR) e sul lato ovest come "Mare occidentale" (서해?, 西海?, SeohaeLR).

### Argomenti ambigui

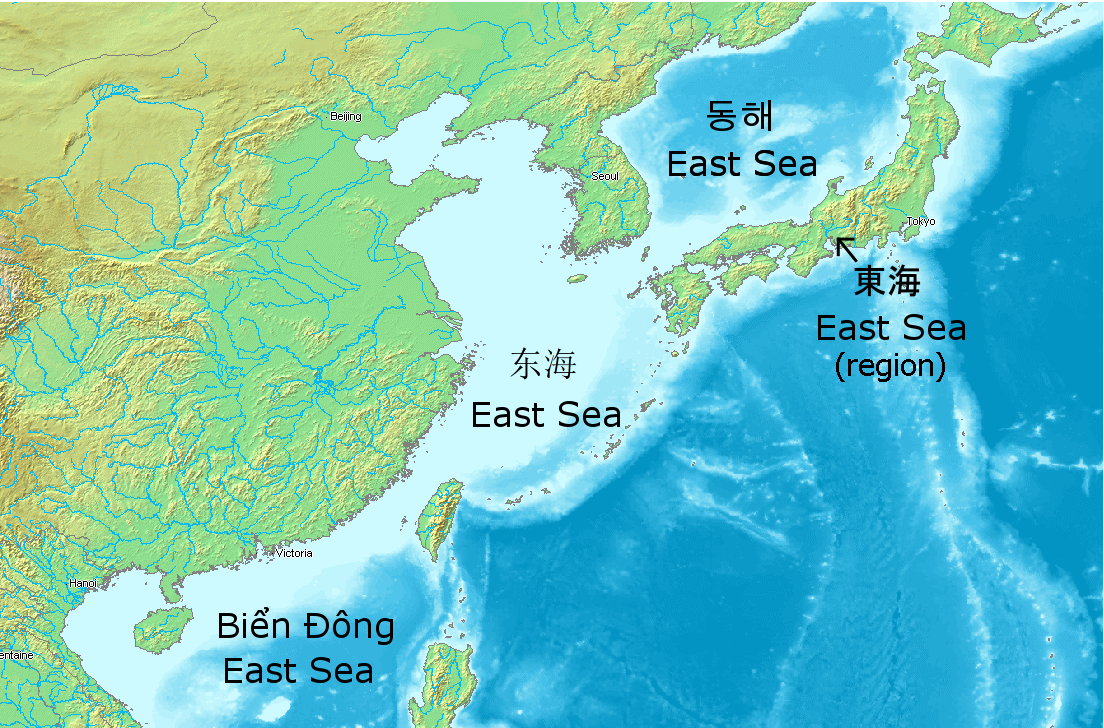
Il nome "Mare dell'Est" è usato per riferirsi a diversi mari dell'Eurasia orientale.

Il dipartimento giapponese idrografico e oceanografico della guardia costiera giapponese ha affermato che il nome Mare dell'Est è confuso e inadatto come nome geografico internazionale, perché il nome locale per una varietà di mari può essere tradotto in inglese come "East Sea". Gli esempi includono Dōng Hǎi (东海), il nome cinese per il Mar Cinese Orientale; Biển Đông, il nome vietnamita del Mar Cinese Meridionale; il Mar Baltico, il cui nome è equivalente a Mare dell'Est in diverse lingue europee come il tedesco (Ostsee), lo svedese (Östersjön ) e il finlandese (Itämeri). "East Sea" è ufficialmente usato come nome inglese per il corpo idrico dal governo del Vietnam. Così il governo del Vietnam usa "East Sea" per il Mar Cinese Meridionale nelle sue pubblicazioni in lingua inglese. Inoltre, il Ministero degli affari esteri della Cina utilizza "Mare orientale" per il Mar Cinese Orientale nelle sue pubblicazioni in lingua inglese. Inoltre, "Mare dell'Est" (東海?, Tōkai) non è il Mar del Giappone, ma l'Oceano Pacifico nel contesto giapponese. Le regioni sulla costa orientale del Giappone furono chiamate di conseguenza regione di Tōkaidō e regione di Tōkai. Il governo giapponese è preoccupato che il cambio di nome possa costituire un brutto precedente e causare ulteriori controversie sui nomi in tutto il mondo.

## Posizione degli organismi internazionali
Le due principali organizzazioni internazionali che sono state coinvolte nella controversia sulla denominazione sono l'Organizzazione idrografica internazionale e le Nazioni Unite.

### Organizzazione idrografica internazionale
L'Organizzazione idrografica internazionale è un'organizzazione che si coordina con i paesi membri su questioni idrografiche. Una delle funzioni dell'organizzazione è la standardizzare e la delimitazione delle regioni nautiche. Nel 1929, l'organizzazione (allora chiamata International Hydrographic Bureau) pubblicò l'edizione 1 della "IHO Special Publication 23" (IHO SP 23) - Limits of Oceans and Seas, che includeva i limiti dell'area marittima tra la penisola coreana e il Giappone e il nome Mar del Giappone; tuttavia, a quel tempo, la Corea non poteva partecipare all'IHO perché era sotto il dominio giapponese. Il nome Mar del Giappone rimane nell'edizione attuale 3 di S-23, che fu pubblicata nel 1953. La Corea del Sud entrò ufficialmente a far parte dell'IHO nel 1957.

Nel 1974, IHO ha rilasciato la risoluzione tecnica A.4.2.6. Questa risoluzione ha affermato che:
Si raccomanda che, laddove due o più paesi condividano una data caratteristica geografica (come una baia, uno stretto, un canale o un arcipelago) con nomi diversi, si sforzino di raggiungere un accordo su un unico nome per l'elemento in questione. Se hanno lingue ufficiali diverse e non possono concordare un modulo di nome comune, si raccomanda di accettare i moduli di nome di ciascuna delle lingue in questione per grafici e pubblicazioni a meno che ragioni tecniche impediscano questa pratica su grafici su piccola scala.
La Corea del Sud ha affermato che questa risoluzione è rilevante per il dibattito sul Mar del Giappone e implica che dovrebbero essere utilizzati entrambi i nomi. Il Giappone, tuttavia, sostiene che la risoluzione non si applica al Mar del Giappone, perché non specifica questo specchio d'acqua e si applica solo alle caratteristiche geografiche per le quali la sovranità è condivisa tra due o più paesi.
L'IHO ha accettato di condurre un'indagine sulle prove disponibili nel 2011. In precedenza, la Corea del Sud aveva spinto l'IHO a raccomandare di usare solo il termine Mare dell'Est, ma il 2 maggio 2011 ha annunciato che preferiva l'approccio graduale dell'uso di entrambi i nomi, e eventualmente abbandonando il nome del Mar del Giappone.
Il 26 aprile 2012, dopo diversi tentativi nel corso di diversi anni di rivedere l'edizione del 1953 di S-23 - Limits of Oceans and Seas, gli Stati membri dell'IHO hanno deciso che non era possibile compiere progressi con una revisione. Di conseguenza, solo "Mar del Giappone" continua ad apparire in S-23. Un gruppo di consulenza IHO ha lo scopo di riferire sulla questione nel 2020. Nel settembre 2020, l'IHO ha annunciato che avrebbe adottato un nuovo sistema numerico come qualsiasi altro mare, noto anche come "S-130". Nel novembre 2020, l'IHO ha respinto la richiesta della Corea del Sud e ha continuato a utilizzare solo il nome del Mar del Giappone nella carta nautica ufficiale.

### Nazioni Unite
Sebbene le Nazioni Unite non abbiano mai affrontato direttamente la questione della creazione di un nome ufficiale e standardizzato per il mare, diverse risoluzioni e dichiarazioni delle Nazioni Unite hanno avuto rilevanza per l'argomento. Il Giappone è entrato a far parte delle Nazioni Unite nel 1956, mentre la Corea del Sud e la Corea del Nord hanno aderito entrambe nel 1991.
Nel 1977, la terza conferenza delle Nazioni Unite sulla standardizzazione dei nomi geografici (UNCSGN) ha adottato la risoluzione III/20, intitolata "Nomi di caratteristiche oltre una singola sovranità". La risoluzione raccomandava che "quando i paesi che condividono una data caratteristica geografica non sono d'accordo su un nome comune, dovrebbe essere una regola generale della cartografia che il nome usato da ciascuno dei paesi interessati sia accettato. Una politica di accettare solo uno o alcuni di questi nomi escludendo il resto sarebbe incoerente oltre che inopportuna nella pratica". Come per la risoluzione tecnica IHO A.4.2.6, Corea del Sud e Giappone non sono d'accordo sull'applicabilità o meno di questa politica al Mar del Giappone.
Nel 1992, durante la sesta UNCSGN del 1992, il governo sudcoreano, per la prima volta partecipando all'UNCSGN, chiese che il nome del mare fosse determinato attraverso la consultazione, a cui il rappresentante nordcoreano era d'accordo. Il rappresentante giapponese ha dichiarato che il nome del Mar del Giappone era già stato accettato in tutto il mondo e che qualsiasi cambiamento avrebbe creato confusione. La conferenza ha raccomandato alle parti di lavorare insieme sulla questione al di fuori della conferenza.
Nel 1998, la Corea del Sud ha sollevato nuovamente la questione al Settimo UNCSGN. Il Giappone, tuttavia, si è opposto al metodo con cui il governo sudcoreano ha proposto la questione, sostenendo di non aver seguito la procedura corretta per farlo. A seguito di alcuni dibattiti, la Corea del Sud ha ritirato la questione e ha invece raccomandato al Gruppo di Esperti delle Nazioni Unite in materia di Nomi Geografici di lavorare in modo che una risoluzione potesse essere presentata all'ottava conferenza UNSCGN. Il presidente della conferenza ha esortato il Giappone, la Corea del Sud e la Corea del Nord a lavorare per un accordo reciprocamente accettabile.
All'ottavo UNCSGN nel 2002, la Corea del Sud e il Giappone hanno presentato alla conferenza una serie di documenti riguardanti le loro posizioni sulla questione dei nomi. La Corea del Sud ha chiesto una risoluzione per giudicare il nome, mentre il Giappone ha chiesto che il nome fosse deciso attraverso una risoluzione al di fuori della conferenza. Non è stata approvata alcuna risoluzione e il Comitato ha nuovamente esortato i paesi a sviluppare una soluzione reciprocamente accettabile. Il presidente ha inoltre osservato che la standardizzazione potrebbe avvenire solo dopo aver raggiunto il consenso. La stessa situazione si è verificata alla nona conferenza nel 2007. La Corea del Sud e la Corea del Nord hanno entrambe proposto una risoluzione dell'UNCSGN, mentre il Giappone ha espresso il desiderio di risolvere la questione al di fuori della conferenza e il Comitato ha esortato i membri a cercare un accordo reciproco.
Il 23 aprile 2004, le Nazioni Unite hanno affermato in un documento scritto al governo giapponese che continuerà a utilizzare il nome Mar del Giappone nei suoi documenti ufficiali. Tuttavia ha accettato di lasciare l'argomento aperto per ulteriori discussioni. In una lettera alla Corea del Sud, è stato spiegato che le Nazioni Unite non stavano determinando la validità di nessuno dei due nomi, ma desideravano utilizzare il termine più utilizzato fino a quando le parti non avrebbe risolto il disaccordo. La lettera afferma inoltre: "L'uso di un appellativo da parte del Segretariato basato sulla pratica non pregiudica eventuali negoziati o accordi tra le parti interessate e non deve essere interpretato come un sostegno alla posizione di alcuna parte e non può in alcun modo essere invocato da qualsiasi parte a favore di una particolare posizione in materia".

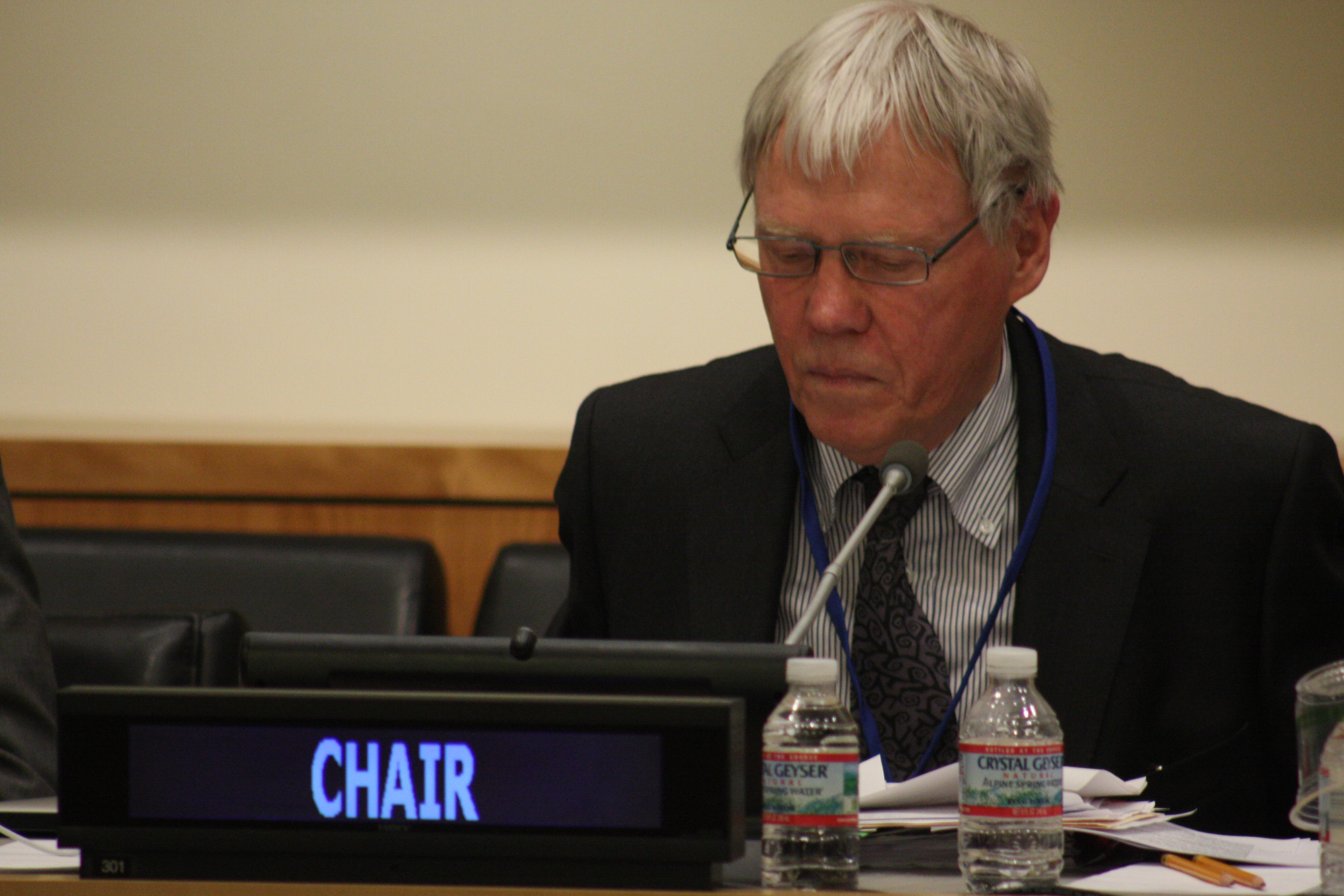
Ferjan Ormeling presiedette la 28ª sessione dell'UNGEGN, New York nel 2014.

Il 6 agosto 2012, rappresentanti della Corea del Nord e del Sud si sono rivolti a un'assemblea alla Conferenza delle Nazioni Unite sulla standardizzazione dei nomi geografici, chiedendo che i nomi "Mare dell'Est" e "Mar del Giappone" siano usati contemporaneamente per il mare. Ferjan Ormeling, presidente della conferenza, ha risposto che l'organizzazione non aveva l'autorità di decidere la questione e ha chiesto ai paesi coinvolti di risolvere le differenze sul nome tra di loro.

## Altri paesi
La Russia chiama questo mare "Японское море" (Yapónskoye móre, Mare giapponese). Il Giappone ritiene che la Russia abbia svolto un ruolo importante nello stabilire questo nome a livello internazionale, come menzionato sopra. I siti web del governo cinese utilizzano esclusivamente il nome 日本海 (rìběnhǎi, "Mar del Giappone"). Nel 2003, il ministero della Difesa francese ha emesso delle mappe nautiche che includevano entrambi i termini Mar del Giappone e Mare orientale. Tuttavia è tornato al Mar del Giappone come un unico nome nella mappa pubblicata nel 2004. Il Regno Unito e la Germania usano ufficialmente il Mar del Giappone.
Il Board on Geographic Names (BGN) degli Stati Uniti continua a sostenere l'uso del Mar del Giappone senza qualifica nelle pubblicazioni del governo degli Stati Uniti. Il World Factbook pubblicato dalla CIA segue la guida del BGN. L'8 agosto 2011, un portavoce del Dipartimento di Stato degli Stati Uniti ha dichiarato che il Board on Geographic Names degli Stati Uniti considerava il nome ufficiale del mare "Mar del Giappone". Secondo Yonhap, gli Stati Uniti hanno ufficialmente raccomandato all'IHO che "Mar del Giappone" rimanga il nome ufficiale del mare. In risposta a questo fallimento della campagna sudcoreana, il ministro degli esteri sudcoreano Kim Sung-hwan ha suggerito di sostenere altri nomi storici, come "Mare di Corea".
Nel 2011, il parlamentare dello stato della Virginia David W. Marsden, agendo per conto degli elettori coreano-americani, ha presentato un disegno di legge al comitato dell'istruzione del Senato della Virginia che avrebbe richiesto che i libri di testo delle scuole pubbliche includessero sia "Mar del Giappone" che "Mare dell'Est" come nomi. La giuria ha respinto il disegno di legge con un voto 8–7 il 26 gennaio 2012. La questione è stata riesaminata due anni dopo, il 3 febbraio 2014, con il comitato per l'istruzione della Camera dei delegati della Virginia che ha approvato la legislazione per utilizzare sia "Sea of Japan" che "East Sea" nei libri di testo scolastici.
Il 29 giugno 2012, il Segretario di Stato aggiunto per gli affari dell'Asia orientale e del Pacifico Kurt M. Campbell ha affermato la posizione del BGN nella sua risposta, pubblicata sul sito web della Casa Bianca, a una petizione di We the People relativa all'uso del "Mar del Giappone", in cui ha affermato: "È politica degli Stati Uniti di lunga data riferirsi a ciascun mare o oceano con un unico nome. Questa politica si applica a tutti i mari, compresi quelli delimitati da più paesi che possono avere ciascuno il proprio nome per tali corpi idrici. Per quanto riguarda lo specchio d'acqua tra l'arcipelago giapponese e la penisola coreana, la politica statunitense di lunga data è di chiamarlo "Mar del Giappone". Ha anche affermato: "Siamo consapevoli che la Repubblica di Corea si riferisce al corpo idrico come il" Mare dell'Est" e gli Stati Uniti non chiedono alla Repubblica di Corea di cambiare la sua nomenclatura. L'utilizzo da parte degli Stati Uniti del "Mar del Giappone" non implica in alcun modo un'opinione su questioni relative alla sovranità."

## Nomi di compromesso
Il 18 novembre 2006, durante il vertice dell'APEC ad Hanoi, il presidente sudcoreano Roh Moo-hyun ha proposto informalmente al primo ministro giapponese Shinzō Abe che il mare fosse invece chiamato "Mare della pace" o "Mare dell'amicizia", che Abe tuttavia rifiutò. Nel gennaio 2007 il segretario capo del governo giapponese Yasuhisa Shiozaki si è opposto all'idea, dicendo che non c'era bisogno di cambiare il nome del Mar del Giappone.

## Risposta dei media e degli editori
Diverse mappe, enciclopedie e altre pubblicazioni sono passate all'utilizzo di entrambi i nomi. Ad esempio, il Manuale di stile della National Geographic Society afferma che i nomi di luogo contestati in acque internazionali o controllati congiuntamente da due o più paesi dovrebbero usare prima il nome convenzionale e gli altri nomi che seguono tra parentesi. In quanto tale, la loro politica su questo mare afferma che "Il nome accettato a livello internazionale è Mar del Giappone, sebbene la Corea preferisca il Mare orientale. Quando la scala lo consente, le mappe geografiche mostrano il nome alternativo East Sea tra parentesi dopo Sea of Japan."
Nel 2006, Google ha inserito entrambi i nomi su Google Earth, utilizzando il Mare dell'Est vicino alla costa coreana e il Mar del Giappone vicino alla costa giapponese. Nell'edizione 2007 dell'Encyclopædia Britannica, l'articolo principale è chiamato "Mar del Giappone". Un articolo secondario chiamato "East Sea" fa notare "See Japan, Sea of". Sulla mappa del Giappone dell'enciclopedia e su altre mappe dell'Asia, il Mar del Giappone appare come etichetta principale e il Mare orientale come etichetta secondaria tra parentesi. Tuttavia, sulla mappa della Corea il nome East Sea appare come etichetta principale e Sea of Japan appare come etichetta secondaria tra parentesi. Altri esempi di editori che utilizzano sistemi simili includono Microsoft Encarta, la Columbia Electronic Encyclopedia e About.com.
Nel 2012, l'editore dell'enciclopedia francese Larousse ha sostituito "Mer du Japon" ("Mar del Giappone") con "Mer de L'est (Mer du Japon)" (in italiano "Mare dell'Est (Mar del Giappone)") nelle mappe della Corea del Sud e della Corea del Nord in due dei suoi libri. Tuttavia, altre mappe, come quelle di Asia, Cina, Giappone e Russia, continuano a utilizzare "Mer du Japon". Inoltre, l'articolo "Mer du Japon" non menziona affatto il "Mare dell'Est".
L'enciclopedia Treccani usa il termine Mar del Giappone.
Nel 2013, Bandai Namco Games, uno sviluppatore di giochi giapponese, ha inizialmente presentato entrambi i nomi come "Sea of Japan (East Sea)" in Ace Combat Infinity. C'è stata una forte reazione da parte della comunità giapponese per aver incluso il nome coreano. In risposta, la società ha rimosso tutti i confini e le etichette internazionali dalle mappe del gioco e le ha pesantemente offuscate per mantenere la neutralità.